# アルタイ共和国

アルタイ共和国
ロシア語: Республика Алтай
アルタイ語: Алтай Республика
カザフ語: Алтай Республикасы

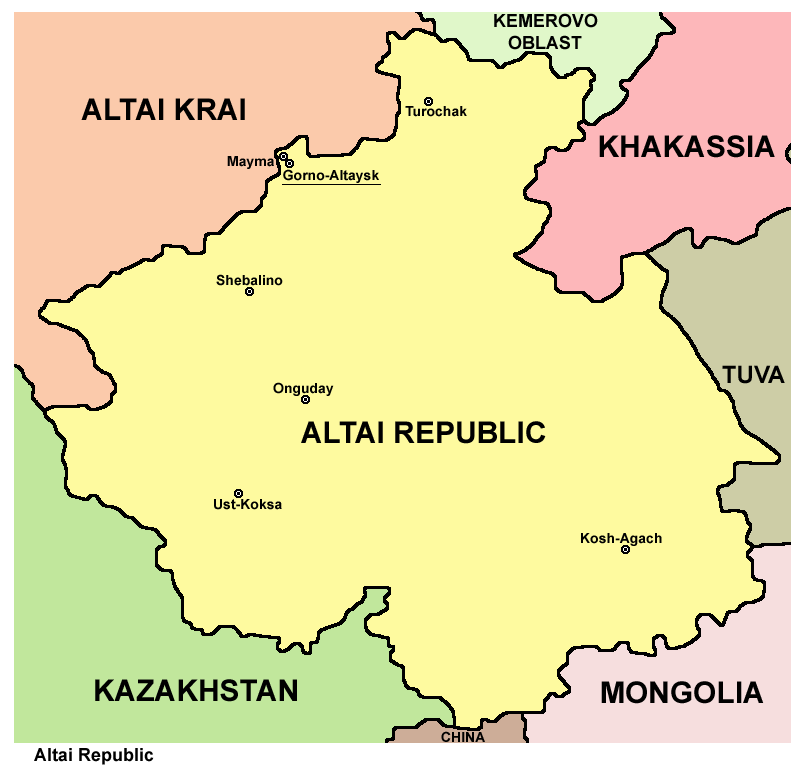

アルタイ共和国（アルタイきょうわこく、Республика Алтай）は、アジアの中央に位置するロシア連邦内の自治共和国。隣接するロシアのアルタイ地方とは異なる。

## 歴史
紀元前から遊牧文化が栄え、パジリク古墳群やカタンガ、アク・アラハなど多くのクルガンが残されている。パジリク文化（前6-前2世紀）と総称される。

## 民族
住民の53.7%がロシア人、37%がアルタイ人、6.4%がカザフ人である。
アルタイ人は多数のテュルク語系諸族の混交によって形成され、テレウト、テレングトなどのテュルク系諸族（552年～745年）、ウイグル（745年～840年）、キルギス（8世紀～13世紀初頭）の3つのハーン国（汗国）の主要な民族であった。13世紀、チンギス・ハーンのモンゴル帝国に征服された。1700年代中ごろからはロシア人がこの地域の植民地化をすすめ、アルタイ人はしだいに遊牧生活から定住生活にうつっていった。20世紀初頭、ロシア支配からの解放をうったえる宗教集団が広い支持をあつめたが、まもなく抵抗運動はおさえこまれた。
1922年、ソビエト連邦当局はアルタイ人のためにオイロート自治州（当時、アルタイ人はオイロート人とよばれていた）をもうけた。1948年、ゴルノ・アルタイ自治州（ゴルノ・バダフシャン自治州と混同されるが別である）と改称。ゴルノ(Горно-)とは「山岳の」という意味。遊牧生活をおくる者はほとんどいなくなったが、ソビエト時代もアルタイ人の伝統的な生活様式はかなり残された。1991年、アルタイ地方から分離して、自治州から共和国に昇格しゴルノ・アルタイ共和国となり、同年末のソビエト連邦の崩壊にともない、1992年にロシア連邦内のアルタイ共和国となった。
2012年、共和国憲法改正によりカザフ語が公用語に加わった。

## 主要産業
畜産業、木材工業、建設材料、金採掘。特にこの国で取れる水晶は高い値がつく。

## 地形
南部にはベルーハ山(4506m)からモンゴルに連なるアルタイ山脈が続き、4000m級の山脈は氷河地帯。南端のモンゴル国境付近にはウコク高原が広がる。オビ川はここアルタイから流れ出し、西シベリア低地を縦断して遠く北のカラ海にそそぐ。やはり喉歌で有名なトゥヴァ共和国は東隣。北東のハカス共和国も喉歌で知られている。北西はロシアのアルタイ地方。南側はモンゴル国、中国新疆ウイグル自治区アルタイ地区、カザフスタンと接する。

## 行政地区
アルタイ共和国は、共和国直轄市であり首都であるゴルノ＝アルタイスク市と、10の地区（243農村集落が含まれる）から成る。
- 直轄市
  - ゴルノ＝アルタイスク市
- 地区
  - トゥラチャク地区
  - チョヤ地区
  - マイマ地区
  - チェマル地区
  - シェバリノ地区
  - ウスチ＝カン地区
  - オングダイ地区
  - ウラガン地区
  - コシ＝アガチ地区
  - ウスチ＝コクサ地区

## 標準時
この地域は、クラスノヤルスク時間帯の標準時を使用している。時差はUTC+7時間で、夏時間はない。（以前はオムスク時間を使用していて、2011年3月までは標準時がUTC+6で夏時間がUTC+7、同年3月から2014年10月までは通年UTC+7、2016年3月までは通年UTC+6であった）

## 著名なアルタイ共和国出身者
- ボロット・バイルシェフ
- アレクサンドル・ベルドニコフ - 大統領